# 斯羅德萬
斯羅德萬（英語：或）在北歐神話中，是雷神索爾的宮殿的所在地。
在《散文埃達》中提到索爾的宮殿畢爾斯基爾尼爾（Bilskirnir）位在斯羅德萬（Thrudvang）平原上，其意有「力量的原野」（Fields of strength）或「力量領域」（Field of Thrud）。其中 Thrud 可以表示「力量」或指索爾的女兒「斯露德」。
但在《詩體埃達》中，則記載此宮座落在，意即「力量的世界」（World of strength）或「斯露德的家」（Home of Thrud）。
總之，此地名可能是以斯露德命名的。